# Komuna e Rrethinës
Komuna e Rrethinës är en kommun i Albanien.   Den ligger i prefekturen Qarku i Shkodrës, i den norra delen av landet, 90 km norr om huvudstaden Tirana.
Runt Komuna e Rrethinës är det i huvudsak tätbebyggt.  Runt Komuna e Rrethinës är det ganska tätbefolkat, med 96 invånare per kvadratkilometer.